# Scilla sardensis
Scilla sardensis là một loài thực vật có hoa trong họ Măng tây. Loài này được (Whittall ex Barr & Sayden) Speta miêu tả khoa học đầu tiên năm 1971.

## Hình ảnh

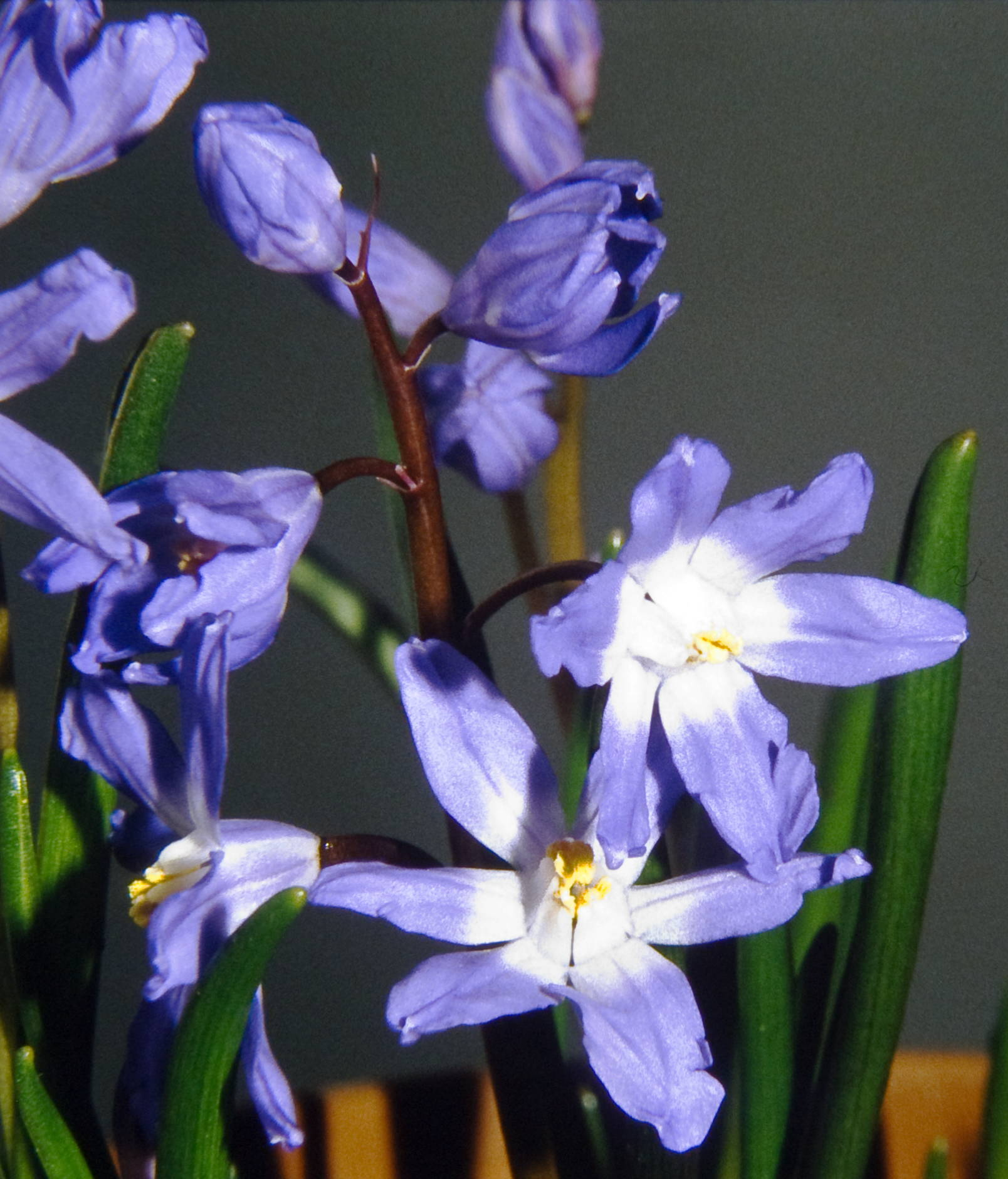
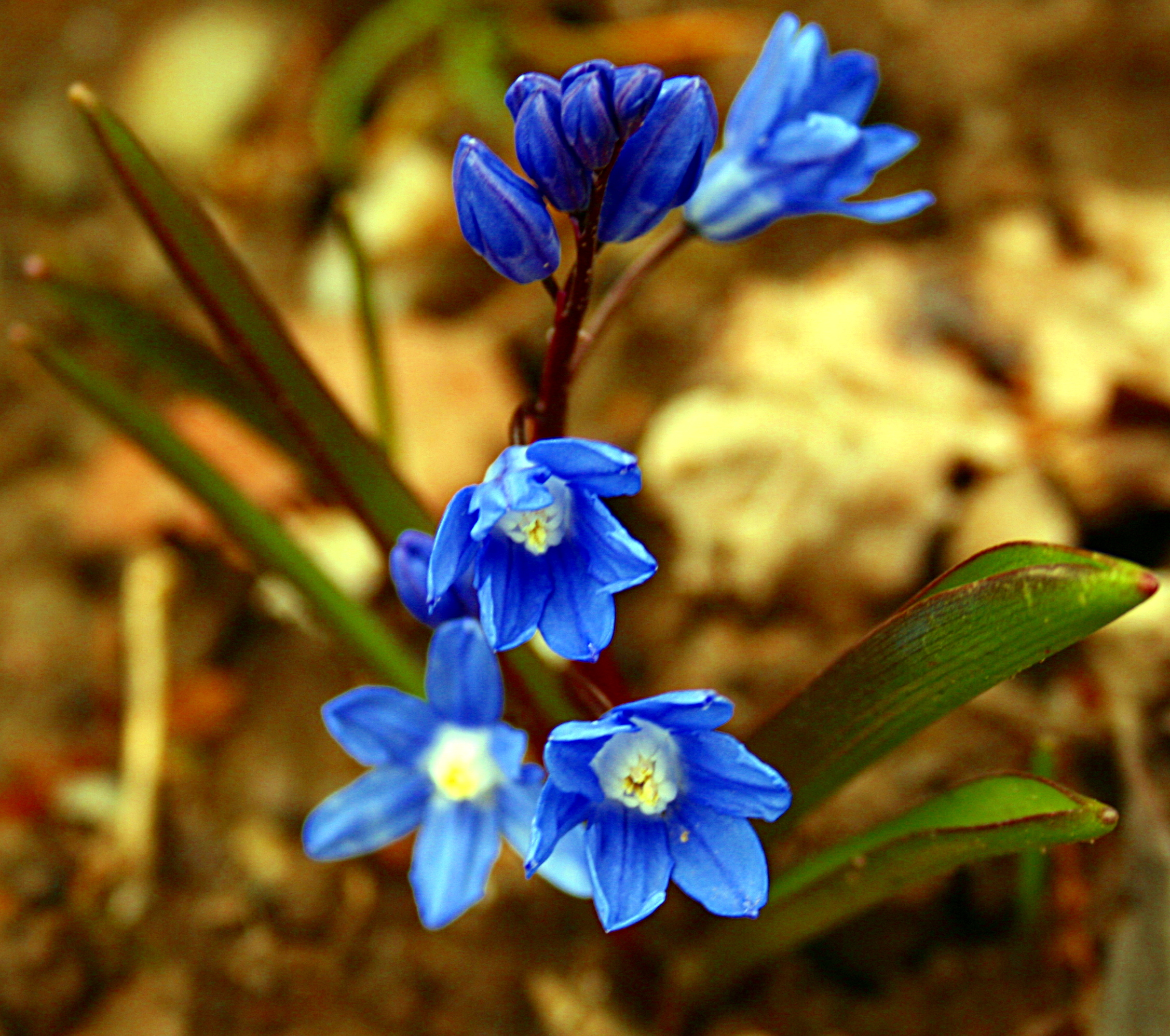
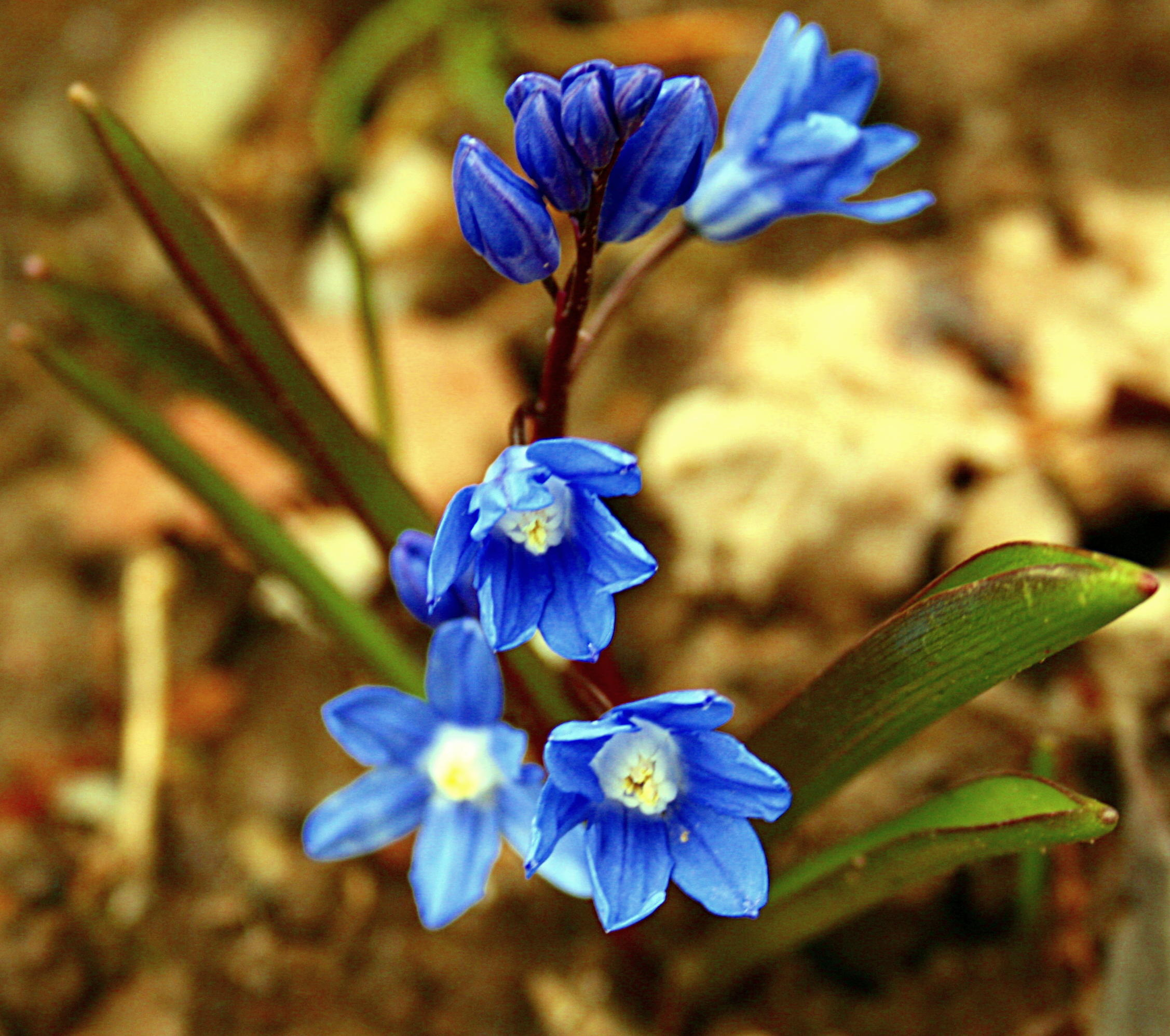
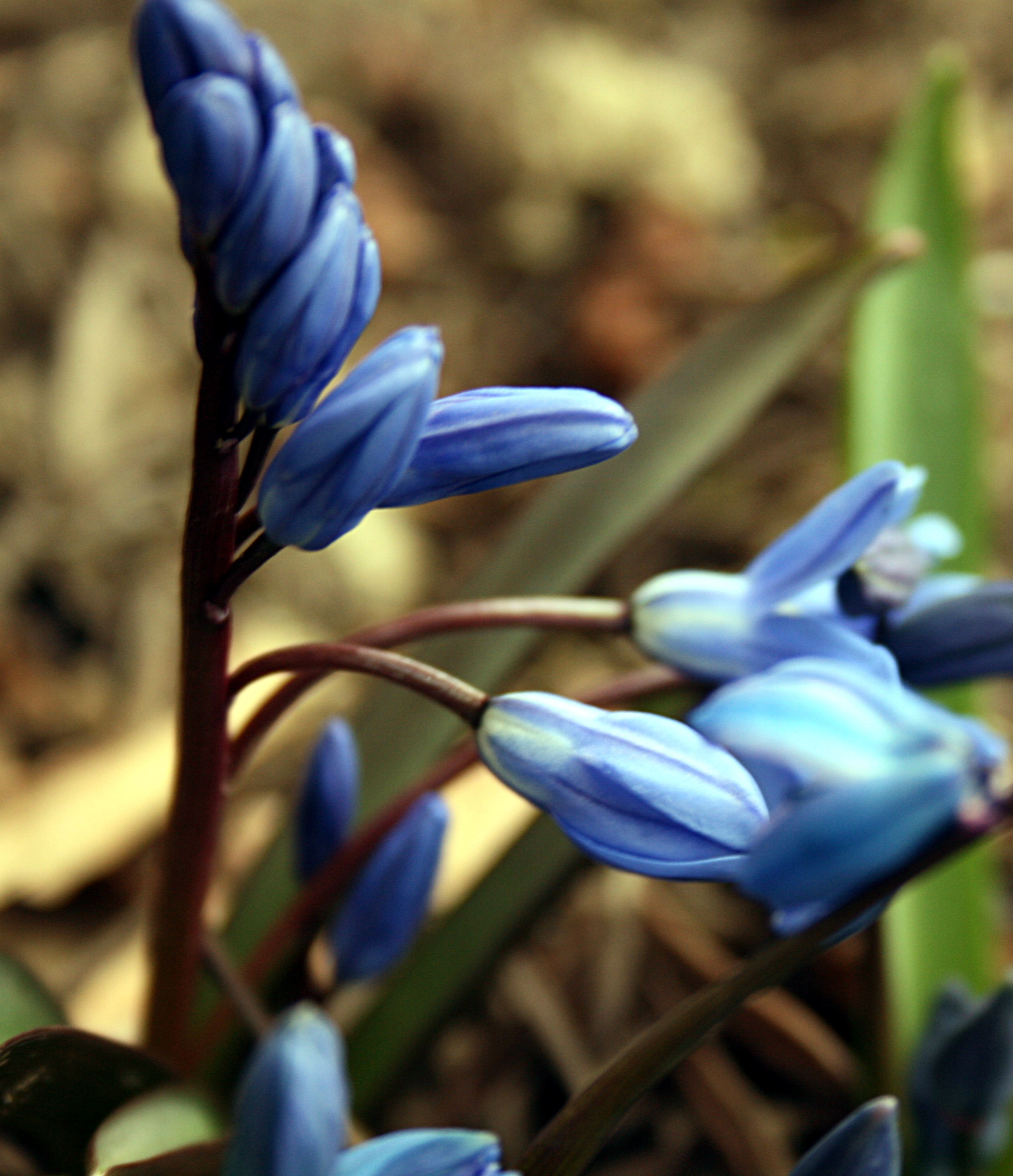